# 福州大学站
福州大学站（福州話：/huʔ˨˩ t͡sieu˥˥ tai˥˥ ouʔ˥/）位于中华人民共和国福建省福州市闽侯县旗山大道与浦兴路交叉口，是福州地铁2号线的地铁车站，于2019年4月26日启用。

## 车站结构
福州大学站位于旗山大道下方，站位呈南北走向，主体结构为单柱双跨地下二层车站，地下一层为站厅层；地下二层为站台层，岛式站台。
| 地面层   | 出入口                               |  | 出入口                        |
| 地下一层 | 站厅                                 |  | 票务服务、自动售票机          |
| 地下二层 | 1                                    |  | 2号线 往苏洋（金屿）          |
| 地下二层 | 岛式站台，列车运行方向左侧的车门开启 |  |                               |
| 地下二层 | 2                                    |  | 2号线 往洋里（董屿·福建师大） |

### 出入口与周边
福州大学站共设3个出入口，无障碍电梯与卫生间均位于C出入口。
车站西侧邻近福州大学旗山校区东门，东侧是福州大学附属实验学校（闽侯县上街实验学校）。
| 福州大学站出入口信息        | 福州大学站出入口信息 | 福州大学站出入口信息                         | 福州大学站出入口信息 |
| --------------------------- | -------------------- | -------------------------------------------- | -------------------- |
|                             |                      |                                              |                      |
| 编号                        | 设施                 | 位置                                         | 接驳交通             |
| 出口 · A                    |                      | 旗山大道浦兴路口南                           | 上街浦口             |
| 出口 · B                    |                      | 旗山大道浦兴路口北                           | 福大新区东门         |
| 出口 · C                    |                      | 旗山大道浦兴路口西，福州大学旗山校区东门以南 | 福大新区东门         |
| 注： 设有电梯 \| 设有卫生间 |                      |                                              |                      |

## 历史
- 2015年8月3日，福州大学站围挡动工[3]。
- 2019年4月26日，福州大学站启用[1]。